# 野突吻鱈
野突吻鱈（学名：Coryphaenoides rudis），又名鱈魚，为輻鰭魚綱鱈形目鼠尾鱈科突吻鱈屬下的一个种，為深海底棲性魚類，分布於全球三大洋熱帶至亞熱帶海域，深度660-2380公尺，體長可達111公分，棲息在底層水域，生活習性不明。

## 扩展阅读
- 維基物種上的相關：野突吻鱈